# Geosesarma bau
Geosesarma bau is een krabbensoort uit de familie van de Sesarmidae. De wetenschappelijke naam van de soort is voor het eerst geldig gepubliceerd in 2004 door Ng & Jongkar.